# Sandy, Reformer
Sandy, Reformer é um filme mudo do gênero drama produzido nos Estados Unidos e lançado em 4 de agosto de 1916.